# Municipio de Hayes (condado de Charlevoix)
El municipio de Hayes (en inglés: Hayes Township) es un municipio ubicado en el condado de Charlevoix en el estado estadounidense de Míchigan. En el año 2010 tenía una población de 1919 habitantes y una densidad poblacional de 17,16 personas por km².

## Geografía
El municipio de Hayes se encuentra ubicado en las coordenadas 45°19′30″N 85°8′53″O / 45.32500, -85.14806. Según la Oficina del Censo de los Estados Unidos, el municipio tiene una superficie total de 111.8 km², de la cual 77.93 km² corresponden a tierra firme y (30.29%) 33.87 km² es agua.

## Demografía
Según el censo de 2010, había 1919 personas residiendo en el municipio de Hayes. La densidad de población era de 17,16 hab./km². De los 1919 habitantes, el municipio de Hayes estaba compuesto por el 94.06% blancos, el 0.1% eran afroamericanos, el 3.23% eran amerindios, el 0.42% eran asiáticos, el 0.05% eran isleños del Pacífico, el 0.26% eran de otras razas y el 1.88% pertenecían a dos o más razas. Del total de la población el 1.41% eran hispanos o latinos de cualquier raza.